# Mullach Coire Mhic Fhearchair
Mullach Coire Mhic Fhearchair är ett berg i Storbritannien.   Det ligger i kommunen Highland och riksdelen Skottland, i den norra delen av landet, 800 km nordväst om huvudstaden London. Toppen på Mullach Coire Mhic Fhearchair är 1 015 meter över havet.
Närmaste samhälle är byn Kinlochewe, söder om berget.